# 사하데바

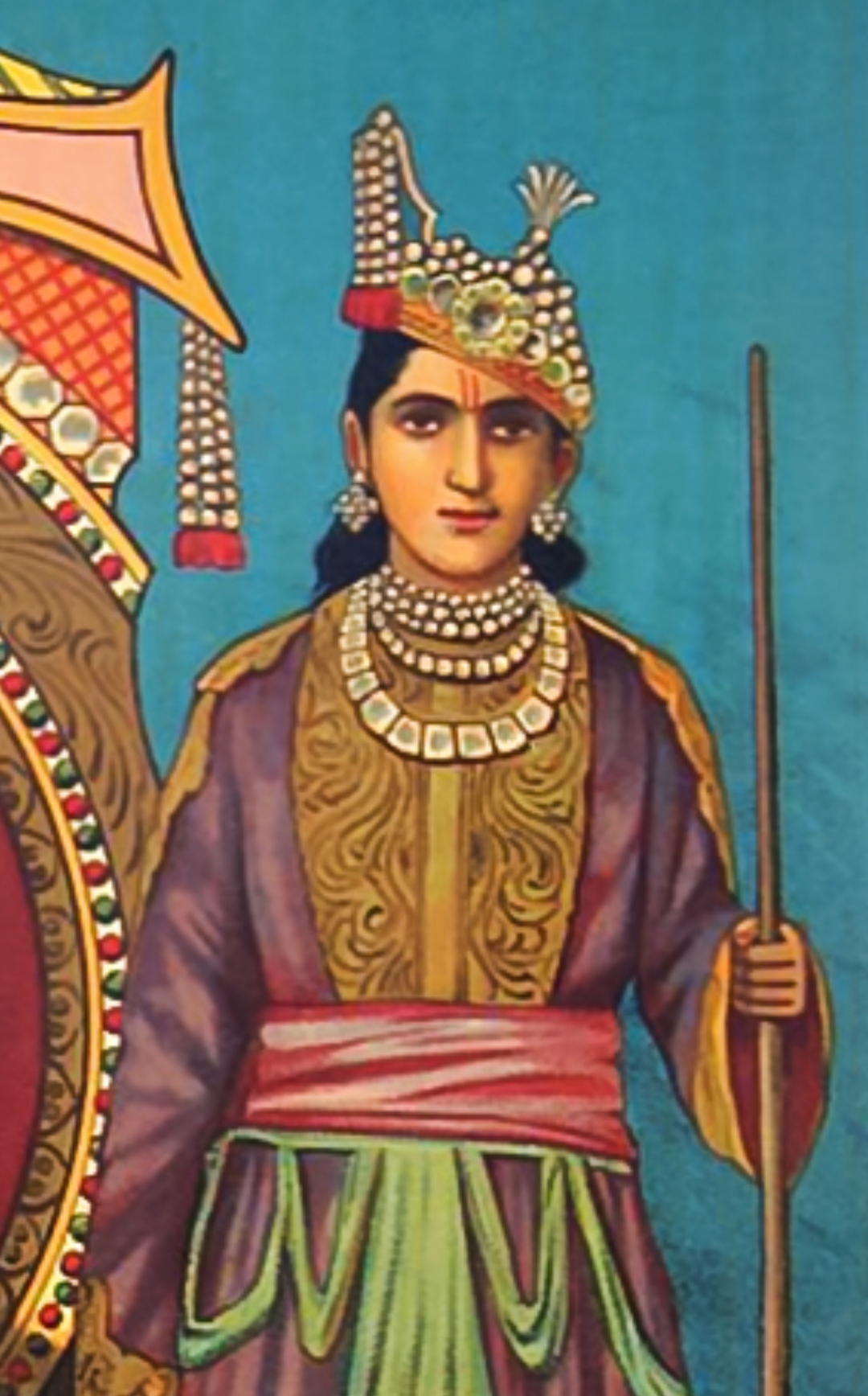
사하데바 그림

사하데바(산스크리트어: सहदेव)는 판다바 형제 중 막내로, 서사시 마하바라타의 다섯 주인공이다. 그와 그의 쌍둥이 형제인 나쿨라는 쌍둥이 신 아슈빈을 불러 판두 왕과 마드리 왕비의 축복을 받았다. 사하데바는 검술과 점성술에 능숙한 것으로 묘사된다. 쿠루크셰트라 전쟁 동안, 그는 샤쿠니를 포함한 많은 전사들을 죽였다.

## 출생 및 초기 생애
판두가 아이를 낳지 못했기 때문에(리시 킨다마의 저주로 인해), 마드리는 세이지 두르바사가 쿤티 데비에게 준 은혜를 출산하는데 사용해야 했고, 세이지 두르바사는 나쿨라와 사하데바를 낳기 위해 아슈비니 쿠마라스를 발동했다.
나중에 판두는 아내와 사랑을 나누려다 킨다마의 저주로 인해 죽었다. 마드리는 아이들을 쿤티에게 맡기고 사티를 맡겼다. 쿤티는 하스티나푸라에서 형제들과 함께 사랑과 보살핌으로 그를 키웠다. 사하데바는 쿤티의 친아들이 아니었음에도 불구하고 쿤티가 가장 좋아하는 판다바였다고 여겨진다. 또한 사하데바는 아스라스의 구루인 슈크라의 화신이었다고 여겨진다.
사하데바와 그의 형제들은 하스티나푸라로 가서 드로나와 크리파에게 무기를 가르쳤다. 그는 펜싱과 도끼 싸움에서 자신의 기술을 터득했다. 그는 또한 데바스의 구루인 브리하스파티로부터 니티샤스트라를 얻었다.

## 결혼 및 자식
이후 쿤티와 다섯 명의 판다바는 하스티나푸라로 이주했다. 사하데바의 핵심 기술은 검을 휘두르는 것이었다. 사하데바는 자신의 지혜와 영적 지식에 대해 거만하게 굴었던 것을 제외하고는 모든 면에서 온화하고 수줍고 인내심이 있으며 덕이 있다고 한다.
사하데바는 판다바의 공동 아내인 드라우파디와 비자야를 두었다. 사하데바는 드라우파디와 함께 슈루타세나, 그의 다른 아내 비자야와 함께 수호트라였다. 비자야는 스웨이 앰바라 차림으로 사하데바를 선택했고, 따라서 그들의 결혼이 성사되었다. 비자야는 사하데바의 외사촌이었다.
수호트라는 비자야 왕비와 사하데바의 아들이었다. 그들은 마하바라타 사건 이후 마드라에서 살았다.